# Ton’a

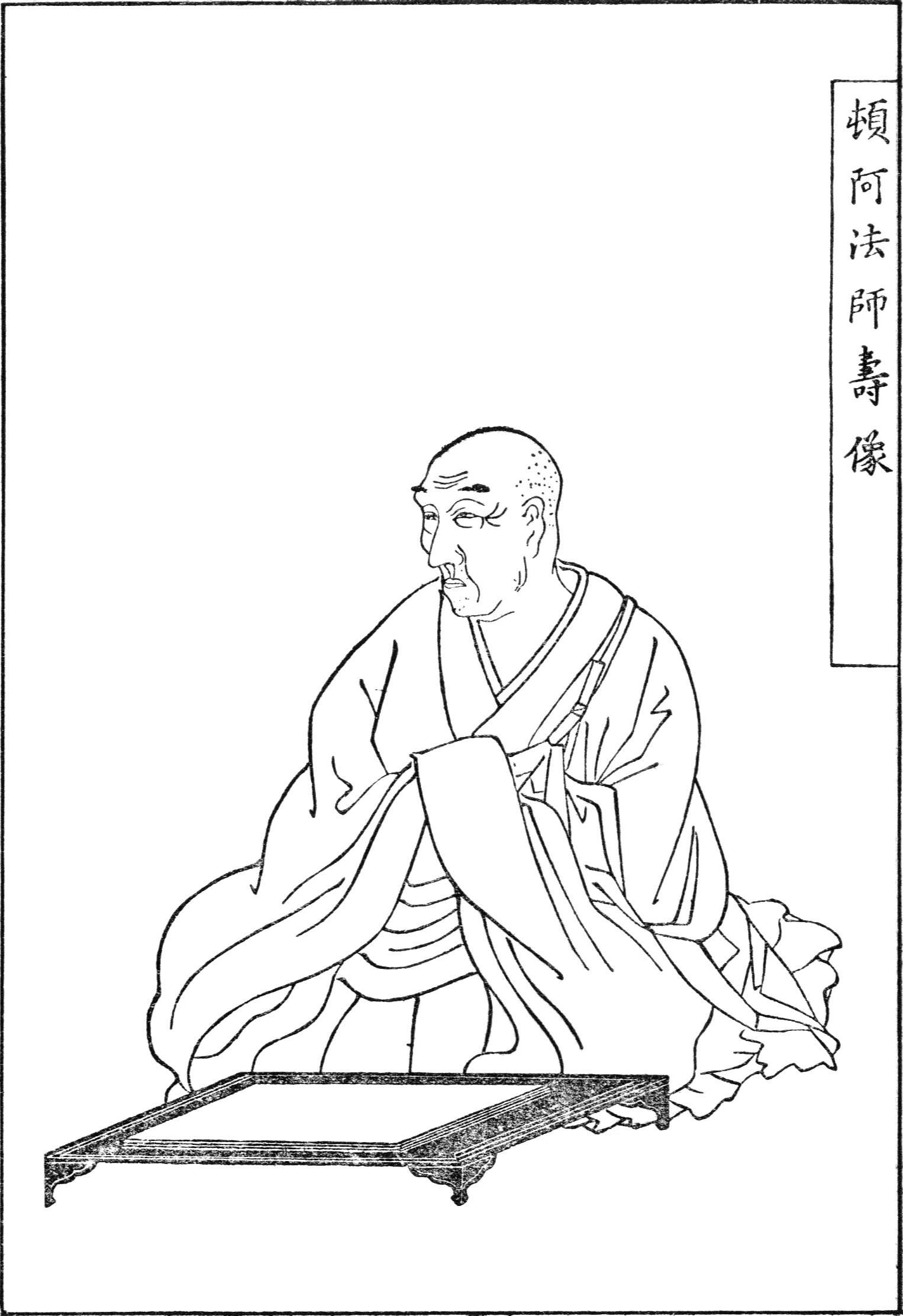
Ton’a

Ton’a (jap. 頓阿, auch Tonna; * 1289; † 17. April 1372) war ein japanischer Waka-Dichter.
Ton’a wurde als Nikaidō Sadamune (二階堂 貞宗) in eine Familie hochrangiger Militärs geboren, vermutlich in Kyōto. Sein Vater Nikaidō Mitsusada diente einige Zeit als Provinzgouverneur. Ton’a wurde in jungen Jahren buddhistischer Laienmönch und studierte im Tendai-Kloster Enryaku-ji auf dem Berg Hiei. Er war wahrscheinlich Anhänger der buddhistischen Schule Ji-shū.
Als Dichter war er der Nijō-Schule zugehörig und Schüler des Kompilators der Shokusenzai-wakashū, Fujiwara no Tameyo (Nijō Tameyo), der ihn zu einem der führenden Waka-Dichter und Lehrer in Kyōto ausbildete. Er selbst übernahm nach Nijō Tameakis Tod die Kompilation der Sammlung Shinshūi-wakashū. Neben Waka- und Renga-Gedichten verfasste Tonʻa auch literaturkritische Schriften.